# Ива Штарке
Ива Шта́рке, или И́ва Старка (лат. Sálix starkeána) — вид цветковых растений из рода Ива (Salix) семейства Ивовые (Salicaceae). Встречается также как Ива приземистая по устаревшему синониму лат. Sálix depressa, однако по современной классификации это название включается в синонимию Ивы мохнатой (Salix lanata).

## Название
Видовой эпитет дан в честь немецкого пастора и ботаника Йогана Христиана Штарке (Johann Christian Starke, 1744 - 1808). Вариант транскрипции Старка является некорректным и в современной ботанической литературе практически не встречается.

## Ботаническое описание
Высокий кустарник с раскидистыми ветвями; молодые побеги опушённые, взрослые — голые, тёмно-бурые. Обнажённая древесина покрыта валиками длиной около 5 мм.
Почки жёлтые или буроватые, яйцевидные, острые, с отогнутым кончиком, голые. Прилистники нередко крупные, длиной до 1 см, полусердцевидные, зубчатые, чаще отсутствуют. Листья длиной до 8 см, шириной 4—5 см, округло-эллиптические или яйцевидно-ланцетные, сверху заострённые, с косым кончиком, в основании округлые, жёсткие, голые, снизу серовато-зелёные или сизоватые, сверху тёмно-зелёные, на голых черешках длиной до 1 см, молодые — красноватые, по краю загнутые и часто грубо-остро-пильчатые.
Серёжки очень толстые. Прицветные чешуйки на верхушке тёмные, почти чёрные. Завязь шелковисто-волосистая, с короткими столбиком и рыльцами и длинной ножкой, в 4—5 раз превышающей нектарник.
Цветение в мае, после распускания листьев. Плодоношение в июне.

## Распространение и экология
В природе ареал вида охватывает Скандинавию, Центральную Европу, Сибирь и Приморье.

## Хозяйственное значение и использование
Медоносное растение.

## Классификация

### Таксономия
- Salix starkeana Willd., 1753, Sp. Pl., ed. 4 , 4: 677

Вид Ива Штарке включается в род Ива (Salix) семейства Ивовые (Salicaceae) порядка Мальпигиецветные (Malpighiales), последовательно входящего в более крупные клады Фабиды → Розиды → Суперрозиды → Эвдикоты → Цветковые растения. Таксономическая схема в соответствии с Системой APG IV по состоянию на июнь 2024 года:
|  |                          |  |                                   |                                   |                  |  | еще 35 семейств | еще 35 семейств |                |  |  |  | еще 625 подтвержденных видов и 1 028 видов, ожидающих подтверждения |
|  |                          |  |                                   |                                   |                  |  | еще 35 семейств | еще 35 семейств |                |  |  |  | еще 625 подтвержденных видов и 1 028 видов, ожидающих подтверждения |
|  |                          |  |                                   | порядок Мальпигиецветные          |                  |  |                 |                 | род Ива        |  |  |  |                                                                     |
|  |                          |  |                                   | порядок Мальпигиецветные          |                  |  |                 |                 | род Ива        |  |  |  |                                                                     |
|  | клада Цветковые растения |  |                                   |                                   | семейство Ивовые |  |                 |                 | вид Ива Штарке |  |  |  |                                                                     |
|  | клада Цветковые растения |  |                                   |                                   | семейство Ивовые |  |                 |                 |                |  |  |  |                                                                     |
|  |                          |  | ещё 63 порядка цветковых растений | ещё 63 порядка цветковых растений |                  |  |                 | еще 55 родов    | еще 55 родов   |  |  |  |                                                                     |
|  |                          |  |                                   | ещё 63 порядка цветковых растений |                  |  |                 |                 | еще 55 родов   |  |  |  |                                                                     |

### Синонимы
- Salix livida Wahlenb.
- Salix malifolia Besser
- Salix starkeana var. livida (Wahlenb.) Y.L.Chou & S.L.Tung
- Vimen starkeana Raf.